# Premier Division 2018 (Irlanda)
La League of Ireland Premier Division 2018 è stata la 98ª edizione della massima serie del campionato irlandese di calcio. La stagione è iniziata il 16 febbraio e si è conclusa il 26 ottobre 2018. Il Dundalk ha vinto il campionato per la tredicesima volta nella sua storia, con tre giornate di anticipo.

## Stagione

### Novità
Dalla Premier Division 2017 sono stati retrocessi in First Division il Galway United, il Finn Harps e il Drogheda United, mentre dalla First Division 2017 è stato promosso il Waterford, con una conseguente riduzione del numero di squadre partecipanti da 12 a 10.

### Formula
Le 10 squadre partecipanti si affrontano in un girone all'italiana con doppie partite di andata e ritorno per un totale di 36 giornate. La squadra prima classificata è dichiarata campione d'Irlanda ed ammessa al primo turno preliminare della UEFA Champions League 2019-2020. La seconda e la terza classificata vengono ammesse al primo turno preliminare della UEFA Europa League 2019-2020. Se la squadra vincitrice della FAI Cup, ammessa al primo turno preliminare della UEFA Europa League 2019-2020, si classifica al secondo o terzo posto, l'accesso al primo turno di Europa League va a scalare. La nona classificata viene ammessa a uno spareggio promozione/retrocessione contro la vincente degli spareggi di First Division. La decima classificata viene retrocessa in First Division.

## Squadre Partecipanti
| Club            | Città                  | Stadio           | Stagione 2017                |
| --------------- | ---------------------- | ---------------- | ---------------------------- |
| Bohemians       | Dublino (Phibsborough) | Dalymount Park   | 5º posto in Premier Division |
| Bray Wanderers  | Bray                   | Carlisle Grounds | 6º posto in Premier Division |
| Cork City       | Cork                   | Turners Cross    | Campione d'Irlanda           |
| Derry City      | Derry                  | Brandywell       | 4º posto in Premier Division |
| Dundalk         | Dundalk                | Oriel Park       | 2º posto in Premier Division |
| Limerick        | Limerick               | Markets Field    | 7º posto in Premier Division |
| Shamrock Rovers | Dublino (Tallaght)     | Tallaght Stadium | 3º posto in Premier Division |
| Sligo Rovers    | Sligo                  | Showgrounds      | 9º posto in Premier Division |
| St Patrick's    | Dublino (Inchicore)    | Richmond Park    | 8º posto in Premier Division |
| Waterford       | Waterford              | Waterford RSC    | 1º posto in First Division   |

## Classifica finale
|  | Pos. | Squadra         | Pt | G  | V  | N | P  | GF | GS | DR  |
|  | ---- | --------------- | -- | -- | -- | - | -- | -- | -- | --- |
|  | 1.   | Dundalk         | 87 | 36 | 27 | 6 | 3  | 85 | 20 | +65 |
|  | 2.   | Cork City       | 77 | 36 | 24 | 5 | 7  | 71 | 27 | +44 |
|  | 3.   | Shamrock Rovers | 62 | 36 | 18 | 8 | 10 | 57 | 27 | +30 |
|  | 4.   | Waterford       | 59 | 36 | 18 | 5 | 13 | 52 | 44 | +8  |
|  | 5.   | St Patrick's    | 50 | 36 | 15 | 5 | 16 | 51 | 47 | +4  |
|  | 6.   | Bohemians       | 48 | 36 | 13 | 9 | 14 | 52 | 45 | +7  |
|  | 7.   | Sligo Rovers    | 42 | 36 | 12 | 6 | 18 | 38 | 50 | -12 |
|  | 8.   | Derry City      | 42 | 36 | 13 | 3 | 20 | 47 | 70 | -23 |
|  | 9.   | Limerick        | 27 | 36 | 7  | 6 | 23 | 25 | 75 | -50 |
|  | 10.  | Bray Wanderers  | 18 | 36 | 5  | 3 | 28 | 23 | 96 | -73 |

Legenda:
      Campione d'Irlanda e ammessa alla UEFA Champions League 2019-2020
      Ammesse alla UEFA Europa League 2019-2020
 Ammesso allo spareggio retrocessione-promozione
      Retrocessa in First Division 2019
Note:
Tre punti a vittoria, uno a pareggio, zero a sconfitta.
La classifica viene stilata secondo i seguenti criteri:
- Punti conquistati
- Differenza reti generale
- Reti totali realizzate

## Risultati

### Partite (1-18)
|                       | Boh  | Bra  | Cor  | Der  | Dun  | Lim  | Sha  | Sli  | StP  | Wat  |
| --------------------- | ---- | ---- | ---- | ---- | ---- | ---- | ---- | ---- | ---- | ---- |
| Bohemians             | –––– | 2-1  | 0-2  | 0-1  | 0-2  | 0-0  | 3-1  | 2-2  | 0-1  | 0-1  |
| Bray Wanderers        | 1-3  | –––– | 0-4  | 2-1  | 0-2  | 0-1  | 1-0  | 1-2  | 1-2  | 2-2  |
| Cork City             | 3-0  | 4-0  | –––– | 4-2  | 1-0  | 2-1  | 1-0  | 1-0  | 1-0  | 2-0  |
| Derry City            | 3-1  | 5-1  | 0-0  | –––– | 1-4  | 5-0  | 0-0  | 0-2  | 2-1  | 1-0  |
| Dundalk               | 3-0  | 0-0  | 1-0  | 2-2  | –––– | 8-0  | 2-1  | 2-1  | 5-0  | 1-0  |
| Limerick              | 1-1  | 1-0  | 1-1  | 0-3  | 0-3  | –––– | 0-1  | 1-2  | 0-1  | 0-2  |
| Shamrock Rovers       | 1-2  | 6-0  | 3-0  | 6-1  | 0-0  | 1-1  | –––– | 1-0  | 1-0  | 1-1  |
| Sligo Rovers          | 0-2  | 2-1  | 1-4  | 2-1  | 0-2  | 0-1  | 0-0  | –––– | 0-0  | 1-2  |
| St Patrick's Athletic | 2-2  | 5-0  | 2-3  | 5-2  | 0-0  | 1-0  | 2-0  | 2-0  | –––– | 1-0  |
| Waterford             | 1-0  | 3-0  | 2-1  | 2-1  | 2-1  | 3-6  | 2-1  | 1-1  | 2-0  | –––– |

### Partite (19-36)
|                       | Boh  | Bra  | Cor  | Der  | Dun  | Lim  | Sha  | Sli  | StP  | Wat  |
| --------------------- | ---- | ---- | ---- | ---- | ---- | ---- | ---- | ---- | ---- | ---- |
| Bohemians             | –––– | 6-0  | 4-2  | 1-2  | 1-1  | 5-0  | 1-1  | 0-3  | 1-0  | 1-3  |
| Bray Wanderers        | 0-5  | –––– | 1-3  | 2-1  | 1-3  | 0-2  | 0-3  | 2-1  | 3-1  | 0-0  |
| Cork City             | 1-0  | 5-1  | –––– | 5-0  | 0-1  | 3-0  | 0-0  | 1-2  | 1-1  | 3-0  |
| Derry City            | 0-2  | 2-0  | 0-3  | –––– | 0-4  | 2-1  | 0-1  | 1-2  | 2-1  | 1-2  |
| Dundalk               | 2-0  | 5-0  | 2-1  | 3-2  | –––– | 4-0  | 1-2  | 5-0  | 1-1  | 2-0  |
| Limerick              | 1-1  | 2-1  | 0-2  | 0-1  | 0-1  | –––– | 0-2  | 1-3  | 0-4  | 2-1  |
| Shamrock Rovers       | 0-1  | 5-0  | 0-0  | 2-0  | 2-5  | 5-0  | –––– | 2-0  | 3-0  | 3-1  |
| Sligo Rovers          | 1-1  | 2-1  | 0-2  | 0-2  | 0-2  | 0-0  | 2-0  | –––– | 1-2  | 2-3  |
| St Patrick's Athletic | 1-3  | 3-0  | 1-3  | 5-0  | 1-3  | 2-1  | 0-1  | 0-3  | –––– | 3-0  |
| Waterford             | 1-1  | 2-0  | 1-2  | 4-0  | 1-2  | 4-1  | 0-1  | 1-0  | 2-0  | –––– |

## Spareggio promozione/retrocessione
|            | Risultati |            | Luogo e data                |
| ---------- | --------- | ---------- | --------------------------- |
| Finn Harps | 1 - 0     | Limerick   | Ballybofey, 29 ottobre 2018 |
| Limerick   | 0 - 2     | Finn Harps | Limerick, 2 novembre 2018   |
|            |           |            |                             |

## Statistiche

### Classifica marcatori
| Gol |  |  | Giocatore       | Squadra         |
| --- |  |  | --------------- | --------------- |
| 29  |  |  | Patrick Hoban   | Dundalk         |
| 15  |  |  | Graham Cummins  | Cork City       |
| 13  |  |  | Graham Burke    | Shamrock Rovers |
| 13  |  |  | Michael Duffy   | Dundalk         |
| 13  |  |  | Kieran Sadlier  | Cork City       |
| 11  |  |  | Daniel Carr     | Shamrock Rovers |
| 11  |  |  | Daniel Corcoran | Bohemians       |
| 10  |  |  | Courtney Duffus | Waterford       |
| 10  |  |  | Aaron McEneff   | Derry City      |
| 9   |  |  | Robbie Benson   | Dundalk         |
| 9   |  |  | Garry Buckley   | Cork City       |
| 9   |  |  | Jake Keegan     | St Patrick's    |